# Мама (Иркутская область)
Ма́ма (эвен. мома — «лесистый, деревянный, древесный») — рабочий посёлок, административный центр Мамско-Чуйского района Иркутской области России, административный центр Мамского городского поселения.

## Этимология
Название происходит от одноименной реки Мама, которое в свою очередь восходит к эвенкийскому слову мома со значением «лесистый, деревянный, древесный».

## География
Находится на левом берегу реки Витим, у впадения в него реки Мамы, в 459 км к северо-востоку от железнодорожной станции Лена, в 860 км (по прямой) от Иркутска.
В связи с труднодоступностью наземных дорог на территории посёлка действует аэропорт Мама, дважды в неделю осуществляются рейсы в Иркутск. Продукты питания и техника поступают по водным дорогам на баржах.

## История
Населённый пункт основан в 1928 году как Мамская слюдоразведочная экспедиция. Статус рабочего посёлка с 1932 года. С XVII века в этом районе были обнаружены залежи слюды-мусковита. Промышленная разработка началась в советское время. Крупнейшим предприятием района стал ГОК «Мамслюда». Экономический кризис начала 1990-х годов привёл к почти полному прекращению добычи слюды и банкротству «Мамслюды». С этого времени отмечен отток населения из района. В настоящее время 95 % бюджета района составляют дотации из областного бюджета.

## Население
| 1939  | 1959  | 1970  | 1979  | 1989  | 2002  | 2009  |
| ----- | ----- | ----- | ----- | ----- | ----- | ----- |
| 6901  | ↘5025 | ↗5348 | ↗6206 | ↗6918 | ↘4352 | ↘3475 |
| 2010  | 2011  | 2012  | 2013  | 2014  | 2015  | 2016  |
| ↗3630 | ↗3632 | ↘3588 | ↘3422 | ↘3288 | ↘3127 | ↘3051 |
| 2017  | 2020  | 2021  |       |       |       |       |
| ↘2969 | ↘2851 | ↘2556 |       |       |       |       |

## Экономика
Добыча слюды-мусковита.

## Топографические карты
- Лист карты O-49-XVII. Масштаб: 1 : 200 000. Указать дату выпуска/состояния местности.